# Pomorzanin Toruń

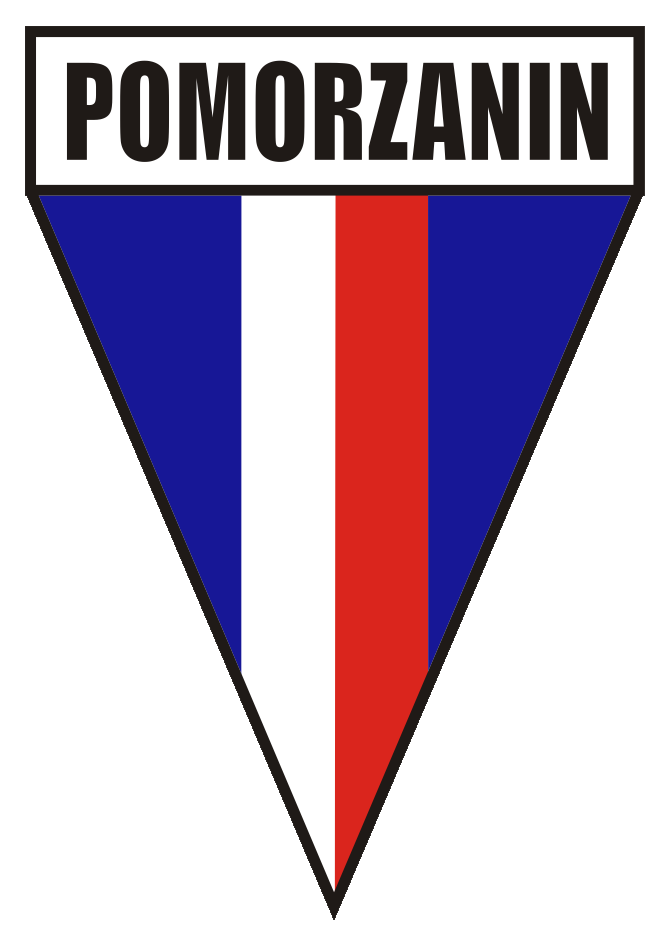
Logo des KS Pomorzanin

Der Klub Sportowy Pomorzanin Toruń ist ein 1935 gegründeter Sportverein aus der polnischen Stadt Toruń. Der Club unterhält heute Abteilungen in den Sportarten Fußball, Boxen und Hockey.  Der Vereinsstandort befindet sich rund einen Kilometer nördlich der Altstadt an der Szosa Chelmińska.

## Fußball
Die Fußballer von Pomorzanin spielten in den 1950er Jahren in der zweiten polnischen Liga. 1953 gewann die U-19 den polnischen Meistertitel. Heute spielt Pomorzanin in der 5. Liga.

## Hockey
| Europapokalbilanz Herren Feld |                    |        |       |             |
| Jahr                          | Wettbewerb         | Niveau | Platz | Ort         |
| 1991                          | Club Champions Cup | 1      | 7     | Wassenaar   |
| 2011                          | Euro Hockey League | 1      | VR 24 | Eindhoven   |
| 2012                          | Euro Hockey League | 1      | VR 24 | Mülheim     |
| 2015                          | Euro Hockey League | 1      | AF    | Bloemendaal |
| 2016                          | Euro Hockey League | 1      | VR 24 | Hamburg     |

Die Hockeyabteilung wurde nach dem Zweiten Weltkrieg gegründet. Die 1. Mannschaft war lange Zeit in der 2. Lige beheimatet, bevor Anfang der 1970er der Aufstieg in die Erstklassigkeit bewerkstelligt wurde. Seitdem ist Pomorzanin nicht mehr abgestiegen. In den 1980er Jahren wurde das Team dreimal Dritter, einmal Zweiter und als Höhepunkt 1990 Polnischer Feldhockeymeister, dem bis dato einzigen Meistertitel auf dem Feld. In den 1990er Jahren errang Pomorzanin noch weitere sechs Bronzeplätze auf dem Feld, konnte aber die Dominanz der beiden Posener Klubs WKS Grunwald und KS Pocztowiec nicht durchbrechen.
- Polnischer Feldhockey-Meister: 1990, 2014
- Polnischer Hallenhockey-Meister: 1987, 1988, 1990, 1991, 2017, 2020

Kader 2010/2011:
Łukasz Domachowski, Paweł Murszewski, Artur Girtler, Jarosław Kulpa, Michał Makowski, Michał Nowakowski, Marcin Sellner, Krzysztof Zakszewski, Patryk Karamuz, Michał Kunklewski, Marcin Makowski, Michał Raciniewski, Rafał Szrejter, Maciej Zieliński, Maciej Janiszewski, Bartosz Żywiczka, Marek Dąbrowski, Rafał Kamiński, Mariusz Kowalski, Krystian Makowski, Tomasz Nowicki, Karol Szyplik, Wojciech Zadka

## Eishockey
1990 machte sich die Eishockeysparte unter dem Namen Towimor Toruń wieder selbständig, firmiert inzwischen als THK Toruń.
In der Zeit beim KS Pomorzanin erreichte das Team in der polnischen Meisterschaft 1950, 1967 und 1969 den dritten Platz. Der größte Erfolg war der Vizetitel 1968. Fünf Spieler nahmen an Olympischen Spielen teil: Tadeusz Tulidziński in Helsinki 1952, Józef Stefaniak, Józef Wiśniewski und Andrzej Żurawski in Innsbruck 1964 und Ludwik Czachowski in Sapporo 1972.

## Leichtathletik
Die Kugelstoßerin und Speerwerferin Melania Sinoracka nahm 1948 an den Olympischen Spielen in London teil.